# 120735 Ogawakiyoshi
120735 Ogawakiyoshi è un asteroide della fascia principale. Scoperto nel 1997, presenta un'orbita caratterizzata da un semiasse maggiore pari a 2,4277799 UA e da un'eccentricità di 0,2009163, inclinata di 0,33829° rispetto all'eclittica.